# Jan Goudriaan

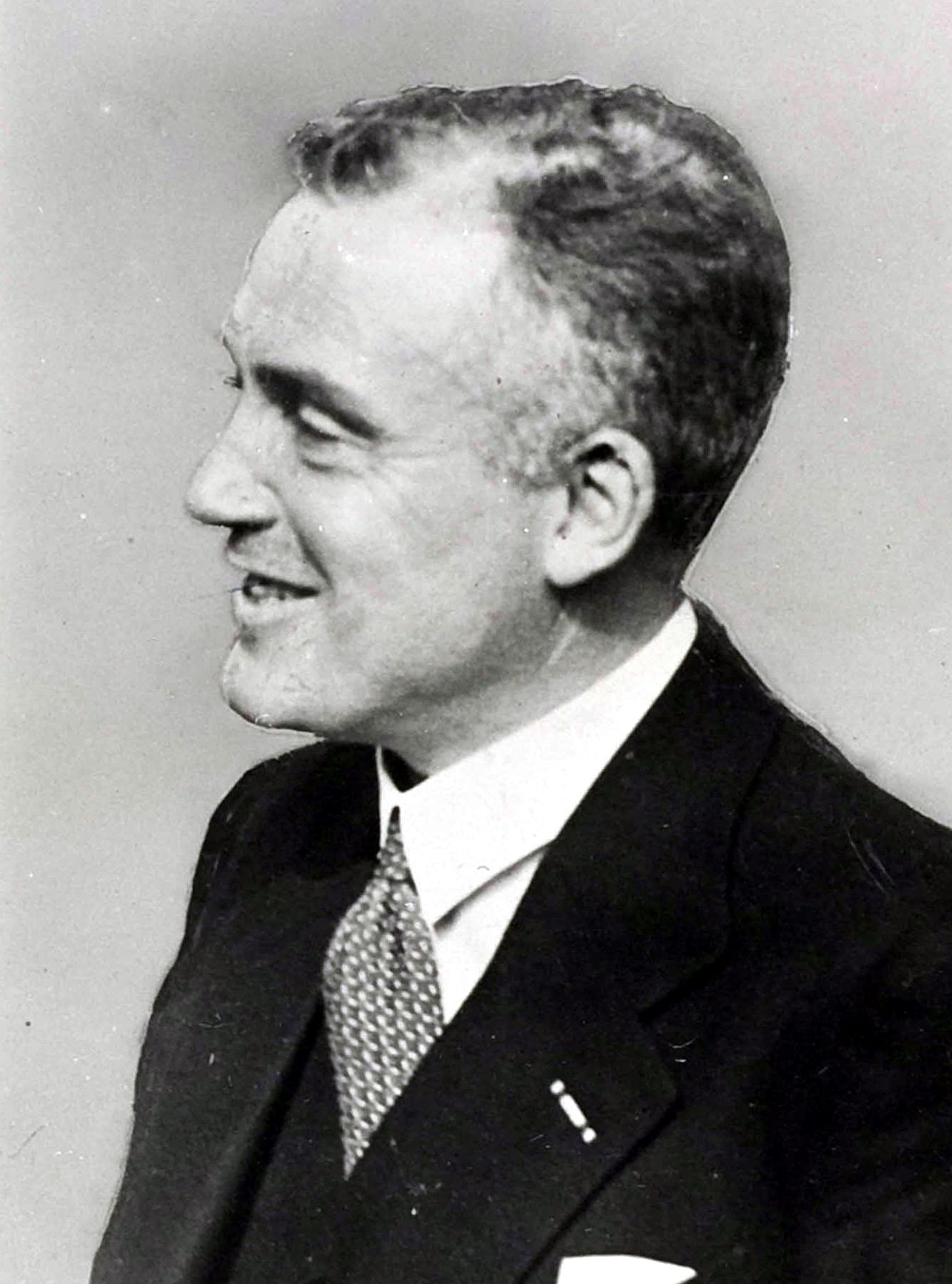
Goudriaan in de jaren dertig

Jan Goudriaan Jr. (Amsterdam, 5 december 1893 – aldaar, 22 maart 1974) was een Nederlands ingenieur en hoogleraar bedrijfseconomie aan de Technische Hoogeschool van Delft, de Nederlandse Economische Hogeschool in Rotterdam en de Universiteit van Pretoria. Hij was vooral bekend als president-directeur van de Nederlandse Spoorwegen (NS). Goudriaan staat ook bekend als grondlegger van de moderne bedrijfskunde in Nederland.

## Loopbaan
Goudriaan volgde te Amsterdam de hbs en studeerde daarna aan de Technische Hogeschool van Delft, waar hij in 1915 afstudeerde als werktuigbouwkundig ingenieur. Vanaf 1916 was hij inspecteur van de arbeid. In 1922 promoveerde hij cum laude tot doctor in de technische wetenschappen bij J.G.Ch. Volmer op een dissertatie met als titel De doelmatigheid van de Amsterdamsche broodvoorziening. Dat onderwerp was typerend voor zijn opvattingen, die hij uitdroeg in de SDAP, waarvan hij sinds 1912 lid was: het organiseren van de productie tot optimale doelmatigheid zou de mensheid verder helpen.
Van 1922 tot 1924 was hij directeur van het Nederlands Normalisatie Bureau als opvolger van Ernst Hijmans. Van 1924 tot 1928 werkte Goudriaan als hoofdingenieur bij NV Maatschappij Fijenoord. Daarnaast was hij vanaf 1926 bijzonder hoogleraar in de bedrijfsleer en organisatie van de onderneming aan de Nederlandsche Handels-Hoogeschool te Rotterdam naast zijn leermeester Volmer. In 1936 volgde eenzelfde aanstelling aan de Technische Hogeschool in Delft, waar hij de leerstoel van Volmer overnam. Een van zijn studenten en promovendi was Martin Ydo. Later is zijn leerstoel in Rotterdam bezet door Tammo Jacob Bezemer. In Delft werd hij opgevolgd door Berend Willem Berenschot. In 1928 ging hij bij Philips werken, waar hij in 1933 onderdirecteur werd. In dat jaar brak hij met de SDAP uit protest tegen het partijstandpunt inzake de muiterij op de Zeven Provinciën.

### Benoeming bij NS
In 1938 werd hij door minister J.A.M. van Buuren van Verkeer en Waterstaat gevraagd deel uit te maken van de NS-directie. Vervolgens werd hij door de Nederlandse regering voorgedragen als directeur van de NS, als opvolger van de in november 1937 overleden C.E. van Dijk. Goudriaan vormde samen met H. van Manen (benoemd 1934) de directie van NS. Volgens Goudriaan had de regering daarbij drie doelen op het oog: het verminderen van de tekorten bij de NS (destijds 30 miljoen gulden per jaar), het populair maken van de NS (die hevige concurrentie ondervond van vervoer per autobus) en het moderniseren van het spoorwegbedrijf. Intussen had echter het Algemeen Handelsblad abusievelijk gemeld dat door de Raad van Commissarissen voorgedragen NS-hoofdingenieur Willem Hupkes was benoemd. De benoeming van Goudriaan werd goedgekeurd door de Raad van commissarissen van NS. Van Manen zou spoedig aftreden vanwege het bereiken van de pensioengerechtigde leeftijd. In de aanloop daartoe werden de statuten zodanig gewijzigd dat NS werd geleid door een driehoofdige directie onder voorzitterschap van een president-directeur in plaats van tweehoofdige collegiale directie. Goudriaan werd benoemd tot president-directeur. Van Manen werd in 1938 opgevolgd door door W. Hupkes en in de nieuwe gecreëerde vacature werd in 1938 W.F.H. van Rijckevorsel benoemd. Er ontstond een felle machtsstrijd, waarbij de twee andere NS-directieleden Goudriaan beschouwden als een door de regering geparachuteerde buitenstaander die boven hen was gesteld. Het establishment van NS liet niet na om Goudriaan te belasteren. Het NSB-blad Volk en Vaderland speelde daarin ook een rol.

### Oorlogsjaren
Aan het begin van de Tweede Wereldoorlog, tijdens de meidagen van 1940, kwam Goudriaan in opspraak omdat het Militair Gezag zijn gezin met een speciaal voor hen ingelegd "dieseldrie"-treinstel uit Hilversum gehaald had. Hij had de bedoeling vanuit Scheveningen naar Engeland over te steken, maar er bleek geen schip beschikbaar. Door veel NS'ers werd dit als een poging tot vaandelvlucht opgevat. Vervolgens werd Goudriaan op 23 juli 1940 door de Duitse bezetters met ingang van 1 oktober 1940 ontslagen als president-directeur. In oktober 1940 werd hij als gijzelaar door de Duitse bezetter opgepakt en opgesloten in kamp Buchenwald. Zijn functie werd waargenomen door NS-directeur Hupkes. In mei 1941 werd hij vrijgelaten, maar op 13 juli 1942 werd hij opnieuw opgesloten, nu in Haaren, waar hij woordvoerder van de gegijzelden was. Dit kamp werd op 11 januari 1943 opgeheven en Goudriaan werd in het gijzelaarskamp Sint-Michielsgestel opgesloten. Op 25 oktober 1943 werd hij vrijgelaten, maar hij kon niet naar NS terugkeren.
Goudriaan werd op 31 oktober 1944 door de minister van Waterstaat in het Londens kabinet, Johan Willem Albarda, in zijn functie als president-directeur van NS herbenoemd, tegen de zin van generaal Kruls, de leider van het Militair Gezag. Tussen 31 oktober 1944 en 7 mei 1945 leidde hij het weer op gang brengen van NS in het bevrijde deel van Nederland. Op 7 mei 1945 om 12:00 uur werd het gezag over de spoorwegen door de Deutsche Reichsbahn aan NS overgedragen. Vanaf dat moment was de driehoofdige directie bestaande uit president-directeur Goudriaan en de directeuren Hupkes en Van Rijckevorsel weer statutair in functie.

### Nasleep NS-periode
Na de algehele bevrijding in mei 1945 nam hij op 30 mei 1945 ontslag, na onder druk te zijn gezet door minister Theo Tromp van Waterstaat, omdat die geen mogelijkheid meer zag voor een werkzame verstandhouding binnen de NS-directie. Goudriaan werd als president-directeur opgevolgd door Hupkes. Hij vormde met W.F.H. van Rijckevorsel de directie, totdat in 1946 F.Q. den Hollander als directeur werd benoemd. Goudriaan probeerde nu om president-directeur Hupkes aan zuivering onderworpen te krijgen, maar dat mislukte. Wel won hij een civiele procedure ter zake van belediging tegen ir. Ch.H.J. Driessen, een gepensioneerde hoofdingenieur van NS die een pamflet had uitgegeven over het beleid van Goudriaan tijdens de bezetting. Goudriaan werd kandidaat voor de functie van directeur van het Nederlands Economisch Instituut (NEI), maar NS-directiesecretaris Wansink, die in het curatorium van het NEI zat, verzette zich hiertegen.

### Latere jaren
In 1949 emigreerde Goudriaan naar Zuid-Afrika. Hij werd hoogleraar aan de Universiteit van Pretoria. In 1953 werd hij lid van een VN-commissie voor stabilisatie van grondstofprijzen.
In 1961 publiceerde hij het boek Vriend en vijand, waarin hij poogde de geschiedschrijving door A.J.C. Rüter te corrigeren. Volgens hem gaf Rüter in Rijden en staken een verkeerd en door NS'ers ingefluisterd beeld van de gebeurtenissen bij NS in oorlogstijd. Dit standpunt is opmerkelijk, omdat de publicatie jarenlange vertraging opliep vanwege de verschillende, verregaande pogingen van de NS-directie de inhoud van deze studie naar hun hand te zetten hetgeen op sterk verzet van prof. Rüter stuitte. Uiteindelijk hielden Rüter en het RIOD (thans NIOD) voet bij stuk en verscheen het boek "Rijden en staken" in 1959 alsnog.
Goudriaan overleed op 80-jarige leeftijd in Amsterdam.

## Lidmaatschappen
Goudriaan was in de jaren 30 lid van de Vereeniging voor Waardevast Geld en lid van het hoofdbestuur van Eenheid door Democratie. In die laatste functie verzocht hij na een bestuurscrisis in 1938 Wim Schermerhorn het voorzitterschap op zich te nemen.

## Onderscheiding
Op 8 juli 1948 werd Jan Goudriaan onderscheiden met de benoeming tot Lid in de Orde van het Britse Rijk vanwege getoonde moed tijdens de Tweede Wereldoorlog.

## Publicaties
Goudriaan schreef een dertigtal boeken, rapporten en pre-adviezen. Een selectie: 
- De doelmatigheid van de Amsterdamsche broodvoorziening. Proefschrift Technische Hogeschool Delft 1922.
- Papiernormen : papierbesluit 1922, eenheidsformaten. 1925
- Bedrijfsleer als theoretische en als toegepaste wetenschap. Inaugurele rede Nederlandsche Handels-hoogeschool Rotterdam 1926.
- Enkele opmerkingen over horizontale bedrijfsconcentratie als middel tot verhooging van de productiviteit, 1927
- Socialisme zonder dogma's. 1933.
- met M.J.H. Cobbenhagen en N.J. Polak (red.): Van boekhouden tot bedrijfsleer : een bundel opstellen ter gelegenheid van zijn vijfentwintigjarig hoogleeraarschap door oud-studenten aangeboden aan Prof. Dr. J.G.Ch. Volmer. 1934.
- De oorzaken der werkloosheid en de middelen ter bestrijding. Inaugurele rede T.H. Delft 1936.
- De toekomst der Nederlandsche Spoorwegen , 1938.
- met D. Dresden: Rapport uitgebracht door D. Dresden en J. Goudriaan tijdens hun verblijf te Curaçao van 14 Dec. 1946 tot 16 Jan. 1947 t.b.v. "Het Welvaartsplan Nederlandsche Antillen 1946", 1948.
- Die ontwikkeling van die bedryfsekonomie. Inaugurele rede Pretoria.
- Economie in zestien bladzijden of inleiding tot de analytische economie. 1952.
- Vriend en vijand - herinneringen aan de Nederlandse Spoorwegen - 1938-1948. De Bezige Bij, Amsterdam, 1961.